# Curma Carretera
Curma Carretera (en gallego y oficialmente, Ríos) es una aldea española situada en la parroquia de Camouco, del municipio de Ares, en la provincia de La Coruña, Galicia.

## Demografía
| Gráfica de evolución demográfica de Curma Carretera entre 2000 y 2019 |
|                                                                       |
| Datos según el nomenclátor publicado por el INE.                      |